# Nazionale maschile under 21 di calcio del Portogallo
La Nazionale di calcio portoghese Under-21 è la rappresentativa calcistica Under-21 del Portogallo ed è posta sotto l'egida della Federazione calcistica portoghese. La squadra partecipa al campionato europeo di categoria, che si tiene ogni due anni.

## Partecipazioni ai tornei internazionali

### Europeo U-21
- 1978: Non qualificata
- 1980: Non qualificata
- 1982: Non partecipante
- 1984: Non qualificata
- 1986: Non qualificata
- 1988: Non qualificata
- 1990: Non qualificata
- 1992: Non qualificata
- 1994: Finalista
- 1996: Quarti di finale
- 1998: Non qualificata
- 2000: Non qualificata
- 2002: Primo turno
- 2004: Terzo posto
- 2006: Primo turno
- 2007: Primo turno
- 2009: Non qualificata
- 2011: Non qualificata
- 2013: Non qualificata
- 2015: Finalista
- 2017: Primo turno
- 2019: Non qualificata
- 2021: Finalista
- 2023: Quarti di finale
- 2025: Quarti di finale

## Rose

### Europei
Campionato d'Europa Under-21 UEFA 19941 Brassard, 2 Nélson, 3 Rui Bento, 4 J. Costa, 5 Torres, 6 Xavier, 7 Figo, 8 João O. Pinto, 9 Toni, 10 Rui Costa, 11 Sá Pinto, 12 Costinha, 13 Gregório, 14 Bino, 15 João V. Pinto, 16 Gil, 17 Tulipa, 18 Capucho, 19 Jorge Soares, 20 Paulo Santos, CT: Vingada
Campionato d'Europa Under-21 UEFA 20021 Leite, 2 Briguel, 3 Faísca, 4 Tonel, 5 Ribeiro, 6 Ednilson, 7 C. Costa, 8 Viana, 9 Postiga, 10 P. Costa, 11 Teixeira, 12 Santos, 13 Alves, 14 Alhandra, 15 Makukula, 16 Tiago, 17 Mendes, 18 Semedo, 19 Neca, 20 Miguel, 21 Ferreira, 22 Ivo Oliveira, CT: A. Oliveira
Campionato d'Europa Under-21 UEFA 20041 Moreira, 2 Mário Sérgio, 3 Meireles, 4 Alves, 5 Costa, 6 Bosingwa, 7 Oliveira, 8 Viana, 9 Almeida, 10 Martins, 11 J. Ribeiro, 12 Vale, 13 P. Ribeiro, 14 João Paulo, 15 Garcia, 16 Pereira, 17 Aguiar, 18 Custódio, 19 Carlitos, 20 Danny, 21 Lourenço, 22 Beto, CT: Romão
Campionato d'Europa Under-21 UEFA 20061 Vale, 2 Nélson, 3 Meireles, 4 Semedo, 5 Pedro Ribeiro, 6 Zé Castro, 7 Quaresma, 8 M. Fernandes, 9 Almeida, 10 Moutinho, 11 Valente, 12 Paulo Ribeiro, 13 Rolando, 14 Custódio, 15 Morais, 16 Amaro, 17 Varela, 18 Nani, 19 Vaz Tê, 20 Lourenço, 21 F. Oliveira, 22 D. Fernandes, CT: A. Oliveira
Campionato d'Europa Under-21 UEFA 20071 Ribeiro, 2 Amoreirinha, 3 Pereira, 4 Veloso, 5 Semedo, 6 Organista, 7 Oliveira, 8 Fernandes, 9 Almeida, 10 Moutinho, 11 Gonçalves, 12 Batista, 13 Rolando, 14 Machado, 15 Amorim, 16 Moreira, 17 Vaz Tê, 18 Nani, 19 Varela, 20 Djaló, 21 Antunes, 22 da Costa, 23 Botelho, CT: Couceiro
Campionato d'Europa Under-21 UEFA 20151 Sá, 2 Esgaio, 3 Ilori, 4 P. Oliveira, 5 Guerreiro, 6 Carvalho, 7 R. Silva, 8 S. Oliveira, 9 Paciência, 10 B. Silva, 11 Medeiros, 12 Fernandes, 13 Cancelo, 14 Figueiredo, 15 Venâncio, 16 Neves, 17 Mané, 18 Cavaleiro, 19 Horta, 20 Tó Zé, 21 Ricardo, 22 Varela, 23 João Mário, CT: Rui Jorge
Campionato d'Europa Under-21 UEFA 20171 Varela, 2 Cancelo, 3 Ié, 4 Figueiredo, 5 Semedo, 6 Neves, 7 Podence, 8 Geraldes, 9 Paciência, 10 Fernandes, 11 Medeiros, 12 Silva, 13 Rodrigues, 14 Rebocho, 15 Fernando, 16 Sanches, 17 Ramos, 18 Guedes, 19 Jota, 20 Bruma, 21 Horta, 22 Pereira, 23 Carvalho, CT: Rui Jorge
Campionato d'Europa Under-21 UEFA 20211 Costa, 2 Correia/Conté, 3 Leite, 4 Queirós, 5 Dalot, 6 Florentino Luís, 7 Vitinha, 8 Fernandes, 9 Ramos/Leão, 10 Bragança, 11 Mota, 12 Luís Maximiano, 13 Tavares, 14 Pereira, 15 Djaló, 16 Soares/Baró, 17 Trincão/Soares, 18 Pedro G./Ramos, 19 Tiago Tomás, 20 João Mário/Jota, 21 Conceição, 22 Virgínia, 23 Vieira, CT: Rui Jorge
Campionato d'Europa Under-21 UEFA 20231 Biai, 2 Vital, 3 Amaro, 4 Costa, 5 Tavares, 6 Dantas, 7 Pedro Neto, 8 Bernardo, 9 H. Araújo, 10 A. Sousa, 11 Conceição, 12 Soares, 13 Zé Carlos, 14 T. Araújo, 15 Lelo, 16 Penetra, 17 Neves, 18 Almeida, 19 Vitinha, 20 Fábio Silva, 21 V. Sousa, 22 Meixedo, 23 Moreira, CT: Rui Jorge
Template:Portogallo maschile Under-21 calcio europeo 2025

## Rosa attuale
Lista dei 23 giocatori convocati per il Campionato europeo di calcio Under-21 del 2025 in Slovacchia.
Presenze e reti aggiornate al 5 giugno 2025.
| 1  | P | Samuel Soares      | 15 giugno 2002 (22 anni)   | 13 | 0  | Benfica          |  |  |
| 12 | P | João Carvalho      | 9 aprile 2004 (21 anni)    | 6  | 0  | Braga            |  |  |
| 22 | P | Diogo Pinto        | 18 giugno 2004 (20 anni)   | 1  | 0  | Sporting Lisbona |  |  |
|    |   |                    |                            |    |    |                  |  |  |
| 2  | D | Rodrigo Pinheiro   | 28 agosto 2002 (22 anni)   | 3  | 0  | Famalicão        |  |  |
| 3  | D | João Muniz         | 26 giugno 2005 (19 anni)   | 4  | 0  | Sporting Lisbona |  |  |
| 4  | D | Chico Lamba        | 10 marzo 2003 (22 anni)    | 1  | 0  | Arouca           |  |  |
| 5  | D | Rafael Rodrigues   | 27 gennaio 2002 (23 anni)  | 12 | 1  | AVS              |  |  |
| 13 | D | Flávio Nazinho     | 20 luglio 2003 (21 anni)   | 4  | 0  | Cercle Bruges    |  |  |
| 14 | D | Christian Marques  | 15 gennaio 2003 (22 anni)  | 4  | 0  | Yverdon          |  |  |
| 15 | D | Lourenço Henriques | 11 marzo 2004 (21 anni)    | 0  | 0  | Varzim           |  |  |
| 23 | D | Rodrigo Gomes      | 7 luglio 2003 (21 anni)    | 11 | 3  | Wolverhampton    |  |  |
|    |   |                    |                            |    |    |                  |  |  |
| 6  | C | Diogo Nascimento   | 2 novembre 2002 (22 anni)  | 2  | 0  | Vizela           |  |  |
| 7  | C | Mateus Fernandes   | 10 luglio 2004 (20 anni)   | 13 | 3  | Southampton      |  |  |
| 8  | C | Paulo Bernardo     | 24 gennaio 2002 (23 anni)  | 28 | 10 | Celtic           |  |  |
| 10 | C | Pedro Santos       | 10 febbraio 2003 (22 anni) | 11 | 3  | Moreirense       |  |  |
| 16 | C | Mathias De Amorim  | 10 dicembre 2004 (20 anni) | 0  | 0  | Famalicão        |  |  |
| 18 | C | Gustavo Sá         | 11 novembre 2004 (20 anni) | 6  | 0  | Famalicão        |  |  |
| 19 | C | João Marques       | 13 febbraio 2002 (23 anni) | 10 | 1  | Gil Vicente      |  |  |
|    |   |                    |                            |    |    |                  |  |  |
| 9  | A | Henrique Araújo    | 19 gennaio 2002 (23 anni)  | 29 | 11 | Arouca           |  |  |
| 11 | A | Tiago Tomás        | 16 giugno 2002 (22 anni)   | 21 | 2  | Wolfsburg        |  |  |
| 17 | A | Geovany Quenda     | 30 aprile 2007 (18 anni)   | 3  | 0  | Sporting Lisbona |  |  |
| 20 | A | Carlos Forbs       | 19 marzo 2004 (21 anni)    | 11 | 4  | Wolverhampton    |  |  |
| 21 | A | Roger Fernandes    | 21 novembre 2005 (19 anni) | 0  | 0  | Braga            |  |  |